# Race of Champions 2004
Race of Champions 2004 kördes i Paris 2004.
- Plats:  Stade de France
- Datum: 2004
- Segrare:  Heikki Kovalainen
- Segrare i Nations Cup:  Team France

## Deltagare
| Team                    | Förare                                |
| ----------------------- | ------------------------------------- |
| Team GB                 | David Coulthard, Colin McRae          |
| Team Brazil             | Felipe Massa, Tony Kanaan             |
| Team Germany            | Michael Schumacher, Armin Schwarz     |
| Team USA                | Casey Mears, Jimmie Johnson           |
| Team Playstation France | Stéphane Sarrazin, Sébastien Bourdais |
| Team Finland            | Heikki Kovalainen, Marcus Grönholm    |
| Team France             | Sébastien Loeb, Jean Alesi            |
| Team Sweden             | Kenny Bräck, Mattias Ekström          |